# Comment claquer un million de dollars par jour
Pour les articles homonymes, voir Brewster's Millions.
Pour plus de détails, voir Fiche technique et Distribution.
Comment claquer un million de dollars par jour (Brewster's Millions) est un film américain réalisé par Walter Hill et sorti en 1985. Il s'agit d'une adaptation cinématographique du roman Brewster's Millions de George Barr McCutcheon, plusieurs fois transposé au cinéma.
Une suite, Brewster's Millions: Christmas (en), est prévue en 2024.

## Synopsis
Monty Brewster est un joueur de ligue mineure de baseball jouant pour les Bulls de Hackensack. Il est un jour convié à un rendez-vous dans le cabinet d'avocats Granville & Baxter à Manhattan. Son grand-oncle Rupert Horn est décédé et Monty reçoit un formidable héritage. Mais celui-ci comporte une clause difficile à remplir : dépenser un million de dollar par jour pendant un mois sans acquérir de biens ni faire de dons pour pouvoir ensuite hériter de 300 millions de dollars

## Fiche technique
Sauf indication contraire, les informations mentionnées dans cette section peuvent être confirmées par la base de données cinématographiques IMDb,  présente dans la section « Liens externes ».
- Titre original : Brewster's Millions
- Titre français et québécois : Comment claquer un million de dollars par jour
- Réalisation : Walter Hill
- Scénario : Herschel Weingrod et Timothy Harris, d'après le roman Brewster's Millions de George Barr McCutcheon
- Musique : Ry Cooder
- Photographie : Ric Waite
- Montage : Freeman A. Davies et Michael Ripps
- Production : Lawrence Gordon et Joel Silver
- Sociétés de production : Davis Entertainment, Lawrence Gordon Productions et Silver Pictures
- Société de distribution : Universal Pictures
- Pays de production :  États-Unis
- Langue originale : anglais
- Format : couleur — 35 mm — 1,85:1 — Dolby
- Genre : comédie
- Durée : 97 minutes
- Dates de sortie :
  - États-Unis : 22 mai 1985
  - France : 14 août 1985
- Classification : tous publics[Où ?]

## Distribution
- Richard Pryor (VF : Med Hondo) : Montgomery « Monty » Brewster
- John Candy (VF : Jacques Frantz) : Spike Nolan
- Lonette McKee (VF : Ginette Pigeon) : Angela Drake
- Stephen Collins (VF : Hervé Bellon) : Warren Cox
- Jerry Orbach (VF : Marc de Georgi) : Charley Pegler
- Pat Hingle (VF : Jacques Ferrière) : Edward Roundfield
- Joe Grifasi (VF : Mario Santini) : J. B Donaldo
- David White (VF : Roland Ménard) : George Granville
- Jérôme Dempsey (VF : Philippe Dumat) : Norris Baxter
- David Wohl (VF : Jean-Pierre Leroux) : Eugene Prevost
- Tovah Feldshuh (VF : Martine Messager) : Marilyn
- Ji-Tu Cumbuka (VF : Tola Koukoui) : Melvin
- Brad Sanders (VF : Emmanuel Gomès Dekset) : Luther Dicks
- Hume Cronyn (VF : Claude Joseph) : Rupert Horn
- Peter Jason : Chuck Fleming
- Rick Moranis (VF : Philippe Bellay) : Morty King
- Reni Santoni (VF : Daniel Gall) : Vin Rapelito
- Rosetta LeNoire (VF : Paule Emanuele) : le juge R. Woods
- Alan Autry (VF : Luc Bernard) : Biff Brown
- Archie Hahn (VF : Marc François) : l'homme de l'iceberg
- Lin Shaye : la journaliste

## Production
Le scénario s'inspire du roman Brewster's Millions de George Barr McCutcheon, publié en 1902 et plusieurs fois adapté au cinéma. Le projet est le premier validé par Frank Price, tout juste élu comme directeur de production d'Universal Pictures. Le réalisateur Walter Hill, devait alors mettre en scène un film de Dick Tracy, mais quitte le projet. Il est alors disponible bien qu'il ne soit pas un spécialiste de la comédie (il a cependant tourné la comédie policière 48 Heures avec Eddie Murphy). Le script est par ailleurs écrit par Timothy Harris, qui a œuvré sur un autre film avec Eddie Murphy, Un fauteuil pour deux. Auparavant, Peter Bogdanovich avait voulu faire le film avec John Ritter en vedette.
Avant que le rôle revienne à Lonette McKee, Jennifer Beals et Alfre Woodard ont été envisagées pour incarner Angela Drake.
Le tournage a lieu en 1984, à Los Angeles (Downtown, L'Orangerie, Biltmore Hotel) et à New York (Plaza Hotel, pont de Manhattan, 101 Park Avenue, 5e Avenue, Biltmore Hotel, Park Avenue). L'équipe a reçu la visite de la Princesse Anne, alors en tournée aux Etats-Unis.

## Accueil

### Critique
Le film reçoit des critiques partagées. Sur l'agrégateur américain Rotten Tomatoes, il récolte 35% d'opinions favorables pour 23 critiques et une note moyenne de 4,68⁄10. Sur Metacritic, il obtient une note moyenne de 37⁄100 pour 13 critiques.
Walter Hill avouera qu'il a surtout fait ce film pour l'aspect financier et qu'il s'agit d'une « aberration » dans sa carrière remplie de films d'action, de westerns, de films policier. Il trouve cependant le film plutôt bon.

### Box-office
| Pays ou région    | Box-office     | Date d'arrêt du box-office | Nombre de semaines |
| ----------------- | -------------- | -------------------------- | ------------------ |
| États-Unis Canada | 40 833 132 $   | 18 juillet 1985            | 9                  |
| France            | 89 585 entrées |                            |                    |
| Total mondial     | 45 833 132 $   | -                          | -                  |

## Clins d’œil

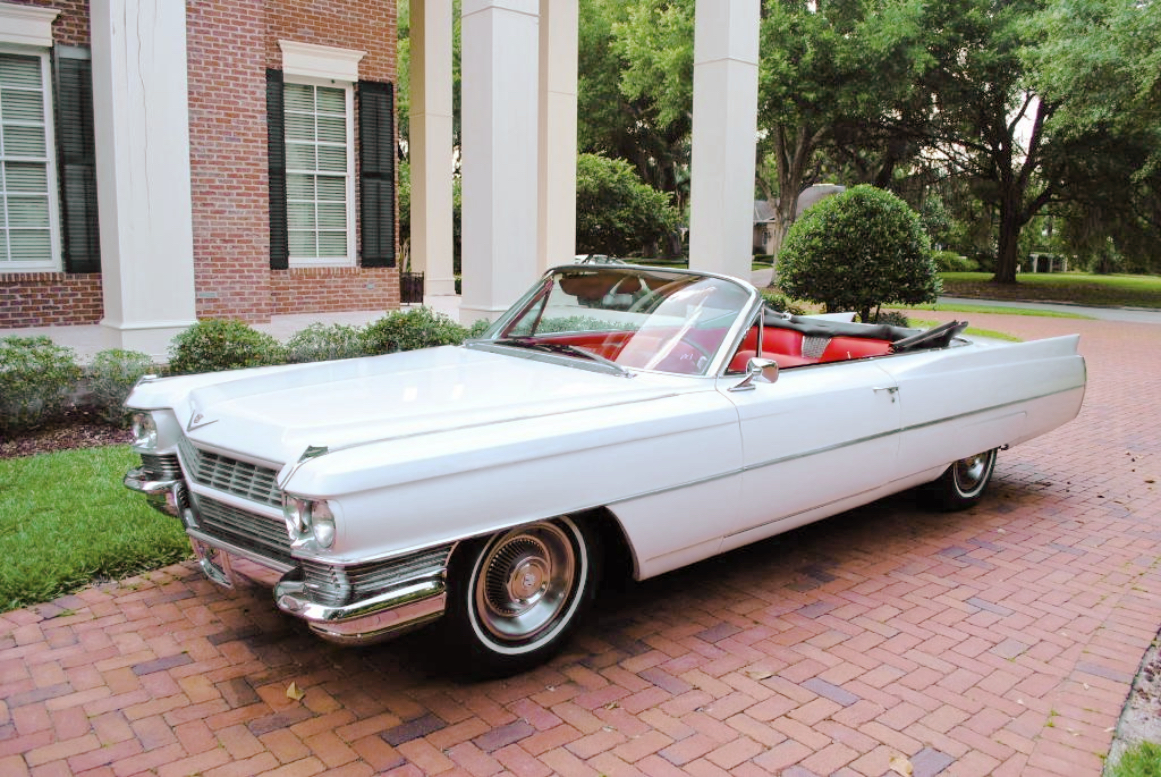
Une Cadillac DeVille cabriolet de 1964

Le film contient plusieurs allusions à un précédent film du réalisateur Walter Hill, 48 Heures. Montgomery et Spike se rendent ici dans un bar appelé Torchy's. Dans 48 Heures, le personnage incarné par Eddie Murphy se rend dans un établissement du même nom. De plus, la serveuse y est incarnée par Margot Rose qui apparaissait également dans 48 Heures. Par ailleurs, la voiture du photographe personnel de Brewster ressemble à la Cadillac DeVille cabriolet de 1964 bleu ciel conduite par Nick Nolte dans 48 Heures.

## Suite
Une suite intitulée Brewster's Millions: Christmas (en) est prévue fin 2024 sur BET+.